# Aristófanes (pintor)

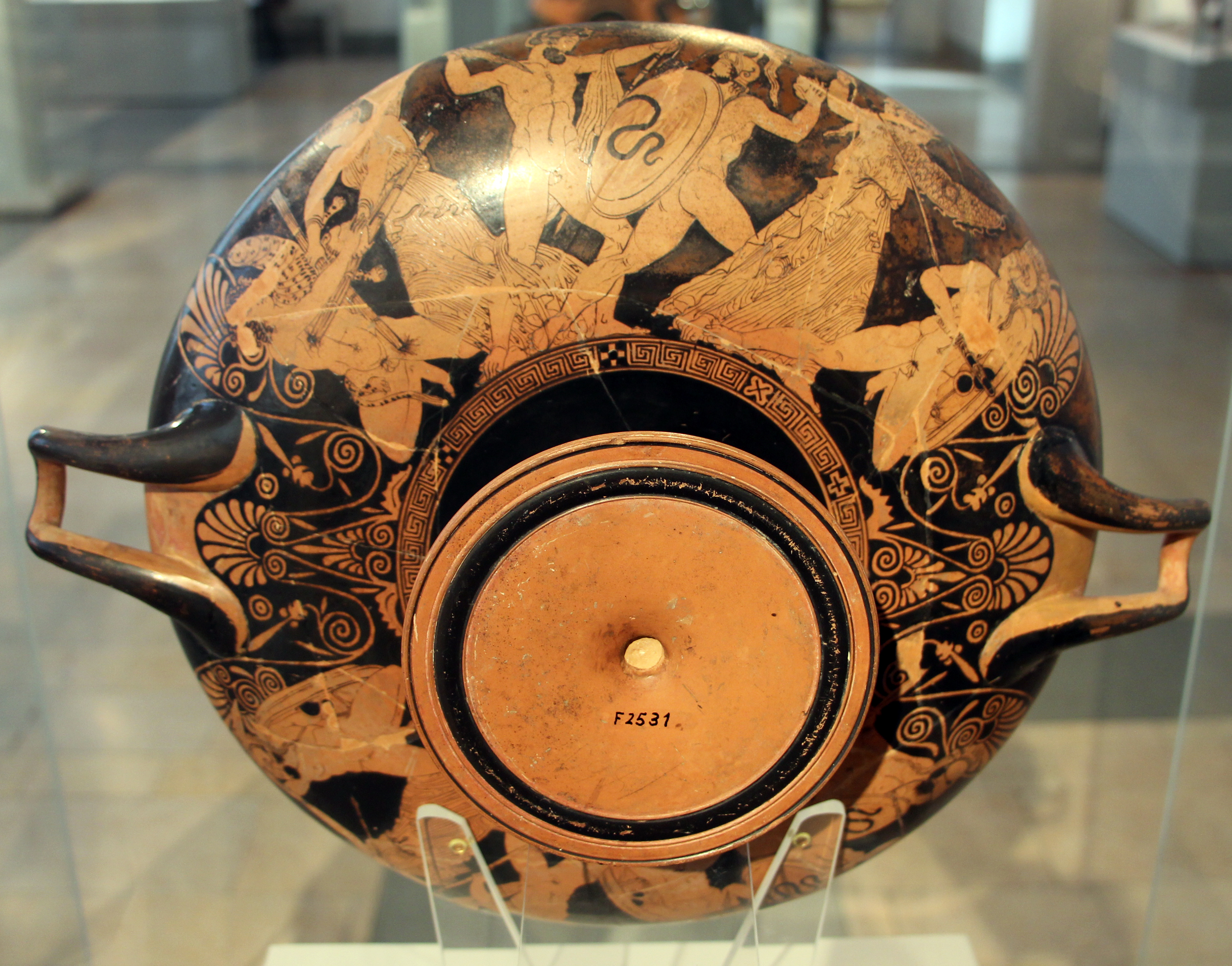
Representación de una gigantomaquia en la parte externa de un kílix. Berlín, Antikensammlung Berlín.

Aristófanes (en griego antiguo: Ἀριστοφάνης, activo en Atenas entre el 430 y el 400 a. C.) fue un pintor y ceramista griego que vivió hacia el año 400 a. C. Con seguridad solo se conocen dos escudillas y una crátera (formas de vasos) que estén firmadas por él. Es de los artistas que cultivaron el estilo de figuras rojas.
Las dos escudillas las coció el alfarero Ergino, y se conservan en Berlín (Antikensammlung Berlin) y Boston (Museo de Bellas Artes). El fragmento de la crátera está en Agrigento (Museo Archeologico Regionale).
Se le atribuyen otras piezas. Aristófanes se esforzaba por hacer que sus figuras aparecieran tan vivaces como fuera posible. Sus pinturas se caracterizans por líneas separadas cuidadosamente dibujadas. En algunos casos, el dibujo de los pliegues de la ropa o el pelo de las mujeres conduce a una impresión artificial.

## Obras selectas
- Agrigento, Museo Archeologico Regionale

fragmento de una crátera de campana.
- Berlin, Antikensammlung

lutróforo F 2373 • cuenco 2531 • lecito F 2706
- Boston, Museo de Bellas Artes

cuenco 00.344 • cuenco 00.345
- San Petersburgo, Museo del Hermitage

cuenco